# 太陽の勇者ファイバード (ゲーム)
『太陽の勇者ファイバードGB』（たいようのゆうしゃ - ファイヤーバードジービー）は、1991年12月20日に日本のアイレムから発売されたゲームボーイ用縦スクロールシューティングゲーム。
テレビ朝日系テレビアニメ『太陽の勇者ファイバード』（1991年 - 1992年）を題材とした作品。主人公の火鳥勇太郎および天野ケンタが乗り込む自機を操作しドライアスを倒す事を目的としている。
1992年に『太陽の勇者ファイバード』のタイトルでファミリーコンピュータ版が発売され、GB版よりもステージが追加されるなど一部内容が増強されている。GB版はFC版と共通点は多いがゲーム内容はFC版よりもコンパクトにまとめられたものである。

## ゲーム内容
残機・ライフ併用制で、強制縦スクロールのため建物などの地形に引っ掛かったまま画面の端まで来るとライフにかかわらず1ダウンするアクションシューティングゲーム。パイロットとしてKENTA・KATORIを選択でき、KENTAのほうが難易度が易しい。FC版と違い、最初から人型ロボット形態で戦う。ボスやステージ構成もFC版とは若干異なっており、ドライアスとの決戦の前にジャンゴとの対決を挟んだ5ステージ構成となっている。
GB版はFC版と比べてアニメーションパートのシナリオ演出に重点が置かれている。家庭用ゲーム機と携帯機での演出能力の違いはあるものの、FC版では主に口パクや点滅程度しかないアニメーションが、GB版ではしばしば動きを伴う演出になっている。また総じて台詞などのテキスト量がFC版より多くなっている（FC版と同じくCVは無い）。FC版では名前しか出て来ないハルカが台詞付きで登場するほか、作中のテレビにはレポーターのモモコも登場する。ゾルとシュラにも別個で台詞がある。エンディングのストーリーも異なっており、GB版ではエクスカイザーの最終回に近く、ドライアスとの再戦を予期させる形でいったん幕を引いている。
通常の武器は溜め撃ちが可能で、それにより3段階の攻撃力を使い分けられる。またアイテムを拾うことにより使用可能な武器が増えていくが、武器の効果はFC版と異なる。発動方法も違っており、GB版では通常武器の溜め打ちに付随する効果として機能する。すなわち通常攻撃との併用が可能。追加の武器同士は併用できないので切替えて使う。なおGB版では武器を拾うことでもライフが回復する。
- ダイナバスター - 移動中の方向に応じて、前方または斜め前のいずれかの方向へ2発ずつ弾が飛ばせる。取るとライフがゲージ半分（0.5）回復。
- ミサイルポッド - 溜め具合に応じて広範囲に、前方へまっすぐ並行して複数の弾が撃てる。取るとライフがゲージ1つ分回復。
- フレイムカノン - 溜め具合に応じて、斜め前や真横へと多方向に弾が撃てる。取るとライフがゲージ2つ分回復。

また武器以外のアイテムとしては以下のようなものがある。ライフ回復にはゲージ1つ回復のものと完全回復のものがある。
- ミラクル - 天野博士の発明であり、何が起こるか分からない。
- ライフ回復
- 1UP

## ステージ構成
STAGE1 石油基地を守れ！
- ファイバードで戦う。ボスはアントライオン。

STAGE2 深海の恐怖！
- ファイバードで戦う。ボスはザリガニアス。

STAGE3 空が落ちてくる！
- グランバードで戦う。ボスはMJ-18（「なぞのUFO」）。

STAGE4 Dr.ジャンゴの挑戦！
- グランバードで戦う。ボスは巨大宇宙空母デスジャンゴのコントロールルーム。

STAGE5 決戦！
- グレートファイバードで戦う。ボスはドライアスだが、デスイーグル・デスタイガー・デスドラゴンに分離して順番に戦う形になる。

## 他機種版
| No. | タイトル               | 発売日        | 対応機種               | 開発元   | 発売元   | メディア     | 型式  | 備考 |
| --- | ---------------------- | ------------- | ---------------------- | -------- | -------- | ------------ | ----- | ---- |
| 1   | 太陽の勇者ファイバード | 1992年1月11日 | ファミリーコンピュータ | アイレム | アイレム | ロムカセット | IF-26 |      |

1992年1月11日に日本のアイレムから発売されたファミリーコンピュータ用縦スクロールシューティングゲーム。基本的なゲームシステムはGB版と同様だが、ゲーム内容は低齢向けということもあり、末期のファミコンソフトとしては比較的単純な作りになっている。また、『勇者シリーズ』唯一のファミコンソフトとなっている。

### ゲーム内容

#### システム
GB版から物語が1つ減り4話構成になった。このためジャンゴとの対決が無くなり、ジャンゴがドライアスの最期を見届ける形になっている。一方で、新たにバロンチームのレスキュー活動を扱うレスキューステージと、戦闘機形態で戦うステージが各話（最終話を除く）に追加されたため、4話構成ながらも計10ステージ相当と、GB版よりもステージ数は増えた。ゲームスタート時にケンタとカトリで難易度が変わる点は同じ。GB版と同様に残機・ライフ併用制で、強制スクロールのため建物などの地形に引っ掛かったまま画面の端まで来るとライフにかかわらず1ダウンする。
GB版ではタイトル画面のBGMがゲームオリジナル曲であったが、FC版ではテレビアニメ版のオープニング曲のイントロ使用されている。

### 設定

#### ストーリー
変形合体を含め、各ステージ間にはごく簡単なアニメーション（声は無し）の演出がある。4つのストーリーの多くはドライアス側の悪だくみにより、天野博士の研究所で邪悪なエネルギーを感知することで始まる。GB版と比べてFC版ではストーリー描写がやや簡潔になり、モモコは登場せず、ハルカも名前の言及のみでビジュアルは無くなった。またエンディングのストーリーはアニメ版に近いシンプルな展開になった。
物語の背景は太陽の勇者ファイバード#あらすじを、各ステージのストーリーは以下を参照。

#### ステージ構成（FC版）
ステージ1 「石油施設を守れ！」
ジャンゴの地球支配の作戦は石油を無くすことだった。石油施設の破壊を阻止するため救助隊が出動する。
- レスキューステージ - バロンメカで時限爆弾を破壊する。
- アクション&シューティングステージ前半 - ファイアージェットで戦う。
- アクション&シューティングステージ後半 - ファイバードで戦う。ボスはサンドペデロン。

ステージ2 「炎上、海底都市！」
ハルカが海底都市を見学。しかしジャンゴの次なる作戦は海を支配することだった。救助隊は海底都市の人々を救うため海底へ出撃する。
- レスキューステージ - バロンメカでレスキューポッドを回収する。
- アクション&シューティングステージ前半 - ファイアージェットで戦う。
- アクション&シューティングステージ後半 - ファイバードで戦う。ボスはシーレッド・ダーティ。

ステージ3 「スペースコロニー落下！」
ジャンゴのメカ獣がスペースコロニーを地球にぶつけ、未曾有の惨事を引き起こそうとしている。救助隊はファイアーシャトルで宇宙に向かう。
- レスキューステージ - バロンメカで反重力装置を設置する。
- アクション&シューティングステージ前半 - ファイアーシャトルで戦う。
- アクション&シューティングステージ後半 - グランバードで戦う。ボスはドラグロン。

ステージ4 「決戦！」
ドライアスはついにその正体を現し、宇宙警備隊との決戦を宣言。対するファイバードはグレートファイバードに合体し、ジャンゴの要塞に乗り込む。
- アクション&シューティングステージ - グレートファイバードで戦う。ボスはドライアスだが、GB版と違い、合体した人型形態で襲ってくる。

#### レスキューステージ
レスキューステージではステージごとに目的が異なる。時間制限があり、アイテムを利用して時間を稼がなければクリアは困難。1ダウンしてもその場で復活するが、目的を達成できないと残機にかかわらずゲームオーバー。人を収容するとクリア時にボーナスとなる。
自機としてバロンチームのレスキューメカ（人型には変形しない）が使われ、いつでも自機を変更できる。5体それぞれが使い勝手の異なる武器・能力を持ち、パワーアップアイテムを拾うことにより3段階にパワーアップする。
- エースバロン - 小型ミサイルを撃つ。
- ドリルバロン - まっすぐ前方にドリルビームを放つ。連射が可能。
- ロードバロン - 爆弾を飛ばす。
- アクアバロン - 空を飛ぶ。バリア弾を展開する。
- スカイバロン - 空を飛ぶ。パワーアップすると多方向を攻撃できる。

#### アクション&シューティングステージ
レスキュー完了後はケンタまたはカトリが任務を引き継ぎ、飛行形態で出撃する。途中で変形の指示が出ると人型に変形可能になり、カトリが合体し変形すると後半のマップへ進む。なおファイバード・グランバードは変形後それぞれ武装合体・ジェット合体の姿で登場する。ステージ4ではレスキューステージは無く、最初からグレートファイバードで戦う。
自機はステージによって異なるが、いずれの機体でも武器の使い勝手はほぼ共通で、通常攻撃以外の武器はアイテムを拾うことで使用できるようになる。武器にはそれぞれ一長一短があり、切り替えて使用できる。GB版と違い、通常武器も切り替えて使う対象に含まれており、追加武器との同時発射はできない。また、武器を拾ってもライフは回復しない。
- 通常攻撃 - いずれも溜め撃ちが可能。
  - ビーム - 飛行形態での通常武器。ボタンを押すとすぐ発射し、連射できる。
  - フレイムソード - ファイバード・グレートファイバードの通常武器。ビームと違い、ボタンを押して（構えて）から技を放つまでややタイムラグがある。
  - グランキャノン - グランバードの通常武器。使い勝手はフレイムソードと同じ。
- ダイナバスター - バルカンを撃つ。連射が可能。
- フレイムカノン - ミサイルを撃つ。比較的威力がある。
- ミサイルポッド - ホーミング・ミサイル。敵を自動追尾する。

#### アイテム
武器・パワーアップ以外のアイテムには以下のようなものがある。
- ミラクル - 天野博士の発明であり、何が起こるか分からない。
- タイム - レスキューステージの残り時間が増える。
- ライフ回復（GB版と違い、完全回復は無い）
- スピードアップ
- 1UP

### 登場人物
- 火鳥勇太郎（カトリ）
- 天野ケンタ（ケンタ）
- 天野博士（はかせ）
- 天野ハルカ（ハルカ） - 名前のみ登場。
- Dr.ジャンゴ（ジャンゴ）
- ゾル&シュラ
- ドライアス（ドライアス）

カッコ内は劇中呼称の一例を示す。

## 評価
ゲームボーイ版
ゲーム誌『ファミコン通信』の「クロスレビュー」では、4・5・6・4の合計19点（満40点）、『ファミリーコンピュータMagazine』の読者投票による「ゲーム通信簿」での評価は以下の通り、17.2点（満30点）となっている。
| 項目 | キャラクタ | 音楽 | お買得度 | 操作性 | 熱中度 | オリジナリティ | 総合 |
| 得点 | 2.9        | 3.0  | 2.6      | 3.1    | 2.7    | 2.9            | 17.2 |
ファミリーコンピュータ版
ゲーム誌『ファミコン通信』の「クロスレビュー」では合計17点（満40点）、『ファミリーコンピュータMagazine』の読者投票による「ゲーム通信簿」での評価は以下の通り、14.9点（満30点）となっている。
| 項目 | キャラクタ | 音楽 | お買得度 | 操作性 | 熱中度 | オリジナリティ | 総合 |
| 得点 | 2.6        | 2.6  | 2.4      | 2.5    | 2.3    | 2.4            | 14.9 |